# Cayo Julio Baso
Cayo Julio Baso (en latín: Gaius Julius Bassus; c. 45 - después de 101) fue un senador romano. Obtuvo el cargo de cuestor y más tarde el de gobernador de Bitinia-Ponto durante el período 100-101; dos habitantes de esa provincia pública lo acusaron en el Senado por corrupción, y Plinio el Joven lo defendió con éxito de estos cargos.
Baso era el hijo menor de Cayo Julio Severo, un aristócrata de Acmonia en Galacia, y nieto paterno de Artemidoros de Trocmi, un aristócrata de Galacia, a su vez, hijo de Amintas, rey de Galacia, y su esposa, miembro de los tectosagii, hija de Amintas, tetrarca de los tectosagii. Su hermano mayor era Cayo Julio Severo, un tribuno de la Legio VI Ferrata.
Fue el padre de Cayo Julio Cuadrato Baso, cónsul suffecto en 105.